# San Juan de Flores (kommun)
San Juan de Flores är en kommun i Honduras.   Den ligger i departementet Departamento de Francisco Morazán, i den centrala delen av landet, 30 km nordost om huvudstaden Tegucigalpa. Antalet invånare är 10 364.